# Sergio Aguilar Pereira
Sergio Aguilar Pereira (Sevilla; 1970) es un empresario y profesional del ámbito de la cultura español.

## Biografía
Hijo de José Luis Aguilar Piñal (químico) y Gertrudis Pereira Gutiérrez (médico), en 1988, tras cursar su último año de estudios de bachillerato en Estados Unidos marcha a Madrid para realizar estudios universitarios de licenciatura de Ciencias de la información (rama Imagen y Sonido) en la Universidad Complutense de Madrid. 
En 1993, durante su último año de estudios, funda con Luis Calvo (responsable de la compañía discográfica independiente Elefant Records) y con Joako Ezpeleta (periodista) la revista musical Spiral que abandonaría en 1995, antes de su desaparición. Esta experiencia le pondría en contacto con la escena musical del momento y en especial con las compañías, músicos o periodistas de un ámbito más alternativo. Esto, junto a su admiración por la cultura Hip Hop, le lleva a crear en 1994 la compañía discográfica Yo Gano/Tu Pierdes, en realidad dos marcas para publicar hip hop en español y nuevas tendencias en la música electrónica instrumental respectivamente. Posteriormente ambas marcas, junto con otras nuevas como La Madre, Headspin o Piérdete quedarían encuadradas dentro de la denominación Superego, nombre que identificaría a su compañía discográfica. 
El principal mérito de la aventura empresarial dentro de la música de Sergio Aguilar Pereira sería crear un principio de infraestructura, previamente inexistente, para la difusión y comercialización de estilos musicales a los que otras empresas del sector musical no prestaban atención. En particular su aportación es más destacable, por la repercusión, en la escena del hip hop en español. Un primer e importante paso en esta dirección fue la publicación en 1994 del LP de debut del grupo El Club de los Poetas Violentos, "Madrid, Zona Bruta". Posteriormente continuaría publicando discos, bajo Yo Gano o La Madre de grupos de Hip Hop en español como 7 Notas 7 Colores, La Puta Opepé, Mala Rodríguez, Tote King o Punto Final. Destacan, por sus cifras de ventas, el álbum de debut de 7 Notas 7 Colores, "Hecho, es simple" (1997) o el de Mala Rodríguez: "Lujo Ibérico" (2000). El segundo de estos discos, junto a algunos otros, dejarían de formar parte del catálogo de Superego cuando en varios momentos la compañía se vio obligada, por dificultades económicas, a vender o licenciar los derechos sobre los mismos a otras compañías. 
Finalmente la actividad de Sergio Aguilar Pereira en el mundo de la música, se vio muy disminuida a partir del año 2004 con la puesta en marcha de una nueva iniciativa empresarial en forma de empresa de gestión cultural y tienda, galería y librería de arte en Madrid: Subaquatica. Con esta iniciativa Sergio Aguilar Pereira fue buscando desarrollar un trabajo en cierto sentido similar al de Superego pero en el ámbito de las artes plásticas emergentes y en especial en torno a la escena del llamado street art o post-graffiti. Tras 5 años de andadura, el espacio Subaquatica en Madrid cerró en agosto de 2009.